# Miletus acampsis
Miletus acampsis är en fjärilsart som beskrevs av Hans Fruhstorfer 1913. Miletus acampsis ingår i släktet Miletus och familjen juvelvingar. Inga underarter finns listade i Catalogue of Life.